# Minos
För andra betydelser, se Minos (olika betydelser).

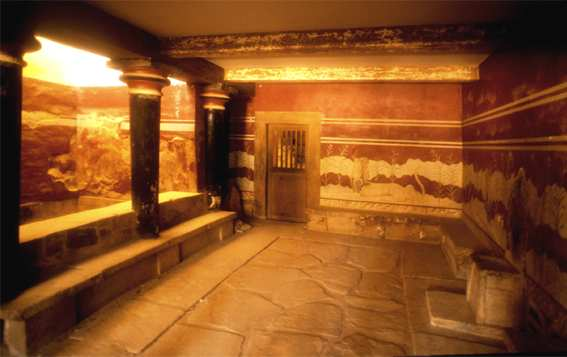
Tronrummet i Knossos.

Minos var i grekisk mytologi kung på Kreta, son till Zeus och Europa, bror till Rhadamantys och Sarpedon och make till Pasifaë. Minos betyder "den lycklige" och det är inte klarlagt om Minos var ett namn eller en titel. Efter sin död ansågs han ha blivit domare över de döda i Hades.
Genom sitt äktenskap med Pasifaë blev han far till Ariadne med flera.
Minos, som var en viktig gestalt i den grekiska mytologin, levde i sitt labyrintliknande palats i staden Knossos. Mycket av hans gestalt kommer sig av hans opposition till havsguden Poseidon. Denne gav Minos en tjur som offergåva men Minos valde att behålla det ståtliga djuret. Som straff lät Poseidon kungens hustru Pasifaë förälska sig i tjuren och hon födde därefter monstret Minotauros, hälften människa, hälften tjur. I skam dolde kungen monstret inne i palatsets labyrinter som uppfinnaren Daidalos byggt åt honom.
Nu var Minos dessutom i konflikt med den gryende maktfaktorn Aten och belade staden med tributet att regelbundet sända unga atenare som offer till Minotauros. Detta fortgick till dess hjälten Theseus satte stopp för det.